# 陈央
陳央（英文：YM Chen，1996年3月16日-），台灣搖滾創作歌手，出生於台北市。2019年參加台灣歌唱選秀節目《聲林之王2》，期間以搖滾的音樂特性和嗓音獲導師林宥嘉稱讚。陳央為粉絲取名為「央苗」，創建「央苗俱樂部」，於每月定期錄製一封信件給粉絲，分享近日生活與推薦歌曲。曾於公館河岸留言、女巫店、後台、Revolver、樂悠悠之口等各大Live House演唱，累積現場的演出經歷。

## 生平
陳央從小就喜歡詩，最喜歡的詩人是席慕蓉，在國中時期會隨手寫詩詞作紀錄創作；首次接觸到音樂是在萬芳高中時加入熱音社，開始認識搖滾音樂，也很喜歡沈浸在音樂的世界裡抒發和表達自我意念。而後，毅然決然在高一選擇休學，開始學習樂理、吉他，花了一年的時間苦讀英文和音樂，考上Musicians Institute（MI）主修表演，讀了一年後，轉學到伯克利音樂學院主修作曲，於兩年半讀完所有必選修便畢業回台。
陳央回台後，參加了歌唱選秀節目《聲林之王2》，過程中獲導師林宥嘉誇讚她：「史上第一真的炸垮舞台的人」，最終她以第五名止步。比賽後，她和同期選手們一同受邀於華山1914Legacy參與聲林之王漿果派對演出，也於同年在公館河岸留言舉辦《滾黑色派對》個人演唱會。
2021年6月參加大陸綜藝選秀《黑怕女孩》饒舌節目。

## 音樂作品

### 單曲
| 年份 | 首播     | 歌曲名稱 | 作詞 | 作曲 | 編曲 | 附註 |
| 2019 | 11月21日 | 黑色黑色 | 陳央 | 陳央 | 陳央 |      |
| 2020 | 6月26日  | Love Is  | 陳央 | 陳央 | 陳央 |      |

### 專輯/EP
| 專輯類別 | 專輯名稱               | 發行公司         | 發行日期       | 曲目 |
| 個人 EP  | 《BASEMENT LIVE 2020》 | 闊思音樂有限公司 | 2020年12月24日 | 1. 黑色黑色（Live） 2. I See You（Live） 3. 台北39度（Live） 4. Lover don't get lost（Live） 5. She’s blue again（Live） |
| 個人 EP  | 《She’s blue again》   | 闊思音樂有限公司 | 2018年         | 1. 序 2. 我寫了一首歌給不存在的你 3. She’s blue again 4. Happy 5. She’s blue again（不插電版） 6. 結                     |

## 第二季《聲林之王》比賽成績
| 集數 | 首播日期   | 比賽主題                        | 曲目                 | 歌曲介紹                    | 原唱                | 備註            |
| ---- | ---------- | ------------------------------- | -------------------- | --------------------------- | ------------------- | --------------- |
| 02   | 2019/08/30 | 藝能練習生選位戰 (一山不容二虎) | 《黑色黑色》         | 詞／曲：陳央                | 陳央                |                 |
| 05   | 2019/09/20 | 搶麥爭奪戰 (荊棘之路)           | 《火燒的寂寞》       | 詞／曲：姚若龍 / 李榮浩     | 信                  |                 |
| 06   | 2019/09/27 | 雙人合作PK戰 (亦敵亦友)         | 《大風吹》           | 詞／曲：草東沒有派對        | 草東沒有派對        | 與盧子杰合唱    |
| 08   | 2019/10/11 | 神獸合唱資格戰 (巨獸再臨)       | 《賊》               | 詞／曲： 戴佩妮             | 戴佩妮              | 合作導師 戴佩妮 |
| 10   | 2019/10/25 | 團體合作賽 (森林的好朋友)       | 《Save Yourself》    | 詞／曲：陳央 韋喆 吱吱 艾文 | 陳央 韋喆 吱吱 艾文 |                 |
| 12   | 2019/11/08 | 準決賽：魔獸侵略戰 (聲林大火)   | 《台北三十九度》     | 詞／曲：陳央                | 陳央                |                 |
| 14   | 2019/11/22 | 總決賽：王者之爭 (王者之戰)     | 《Somebody Told Me》 | 詞／曲：The Killers         | The Killers         | 獲得第五名佳績  |

## 外部連結
- 陳央YM的Facebook專頁
- 陳央YM的Instagram帳戶
- 陳央YM的新浪微博
- 陳央YM YouTube頻道